# Perrysville (Ohio)
Perrysville es una villa ubicada en el condado de Ashland en el estado estadounidense de Ohio. En el Censo de 2010 tenía una población de 735 habitantes y una densidad poblacional de 360,59 personas por km².

## Geografía
Perrysville se encuentra ubicada en las coordenadas 40°39′30″N 82°18′52″O / 40.65833, -82.31444. Según la Oficina del Censo de los Estados Unidos, Perrysville tiene una superficie total de 2.04 km², de la cual 2.04 km² corresponden a tierra firme y (0%) 0 km² es agua.

## Demografía
Según el censo de 2010, había 735 personas residiendo en Perrysville. La densidad de población era de 360,59 hab./km². De los 735 habitantes, Perrysville estaba compuesto por el 97.28% blancos, el 0.27% eran afroamericanos, el 0.14% eran amerindios, el 0.41% eran asiáticos, el 0% eran isleños del Pacífico, el 0.68% eran de otras razas y el 1.22% pertenecían a dos o más razas. Del total de la población el 1.5% eran hispanos o latinos de cualquier raza.